# 51N4E
51N4E is een Belgisch architectenbureau dat in 1998 werd opgericht door drie partners: Johan Anrys, Freek Persyn en Peter Swinnen.
Het bureau kwam in de belangstelling met projecten zoals Brouwerij Lamot (2005), TID Tower Tirana (2004), C-Mine (2006) en Skanderbeg Square (2008). In 2010 werd Peter Swinnen aangesteld als Vlaams Bouwmeester. In 2014 stapte Peter Swinnen uit het bedrijf. In 2019, richtte 51N4E een platformvennootschap en twee nieuwe studio's op, Acte en Cast, op. Op dat moment stapten Aline Neirynck, Aglaia De Mulder, Dieter Leyssen, Harold Vermeiren, Sotiria Kornaropoulou in. In respectievelijk 2022 en 2023 werden ook Eva De Bruyn en vervolgens Janik Beckers, Olivier Cavens, Wim Menten partner.  
De naam is gebaseerd op de geografische coördinaten waar het bureau gevestigd is. Momenteel is 51N4E gevestigd in het station Brussel Noord, waar ze het voormalig treinmuseum hebben gerenoveerd en onder de naam TRACK delen met verschillende verenigingen uit de buurt. 

## Projecten (selectie)
- La Ferme du Chaudron, 2018
- Recypark, Waste center and Skatepark, 2016
- ZIN, Brussels, Mixed Building, 2020
- Peterbos 9, Social Housing, 2024
- ASIAT, Vilvoorde, 2019
- Alvéoles, St Nazaire, 2018
- Grote Markt, Tienen, 2022
- Skanderbeg Square, Tirana, 2017
- Stam Europa, Brussels, 2021
- Falconpoort, Antwerp, 2016
- Palaiseau, Gallery of residence, Plateau de Saclay, France, 2016
- Brouwerij Lamot, Mechelen. Congress & heritage centre, 2005
- Vault Room, Brugge. Row House Refurbishment, 2007
- Arteconomy, Sint-Elooi. House refurbishment, 2009
- TID Tower, Tirana. Multi-purpose Development, 2009
- Buda Art Centre, Kortrijk. Artists' ateliers, 2012
- C-Mine, Genk. Cultural Infrastructure, 2010
- Speelpleinstraat, Merksem. Kindergarten & Greenery Service, 2012
- Huis aan 't laar, Zoersel. 16 Units For Assisted Living, 2012
- OCMW Nevele, Nevele. Seniors Campus, 2012
- Strategische visies voor Bordeaux (50.000 woningen), Brussel 2040 en Istanbul (Making City).

## Prijzen
51N4E werd onderscheiden met verschillende internationale prijzen voor architectuurprojecten:
- Stam Europa, Brussels Architecture Prize, category: "Small Intervention", 2021
- Alvéole, St Nazaire, Prix du Meilleur Catalyseur Urbain van de Franse AMO awards, 2019
- Skanderbeg Square, Mies van der Rohe Award, Finalist, 2019
- Skanderbeg Square, European Prize for Urban Public Space, 2018
- C-Mine, BE, Belgian Building Awards 2011, category: "non-residential buildings", 2011
- C-Mine, BE, Mies van der Rohe Award 2011, nomination 2010
- The Rotterdam Maaskant Award for Young Architects, NL, award Stichting Rotterdam-Maaskant, 2003
- Province Flemish Brabant, Prize for Architecture 2002

## Tentoonstellingen
2023
Chapter 3, How to not demolish a building, 51N4E, l'AUC, Ruby Press
2021
Chapter 2, Design in Dialogue, 51N4E, endeavour, Denkstatt, Edited by ETH Newrope, Ruby Press
2017
Chapter 1, 51N4E: Skanderbeg Square, Tirana, Ruby Press
2016
How things meet, APE
2013
- 4 visions on the North-South Junction, BOZAR, Brussel, BE

2012
- Making City / Test Site Istanbul, 5th International Architecture Biennale, Rotterdam, NL
- Brussels 2040: Three visions for a metropolis, BOZAR, Brussel, BE

2011
- Double or Nothing, monographic exhibition, BOZAR, Brussel, BE

2010
- Building for Brussels, BOZAR, Brussel, BE